# Ain't Crying for the Moon
Ain't Crying For the Moon är ett album av Kingdom Come. Det släpptes 2006 och var bandets 12:e album om man räknar med deras livealbum Live & Unplugged samt deras samlingsalbum Balladesque

## Låtlista
1. "Two Legged Sheep" - 5:28
2. "Not Here to Be Your Friend" - 3:50
3. "Same Old Starts" - 3:28
4. "Ain't Crying For the Moon" - 8:34
5. "Perfect Citizen" - 5:34
6. "This Is My Life" - 4:15
7. "Ben Scott" - 4:13
8. "Remove the Sting" - 5:49
9. "Friends In Spirit" - 5:35
10. "Darkroom" - 3:47
11. "Look At You" - 3:53
12. "Across the Universe" - 3:58
13. "Get It On" - 4:22